# California Jamming
California Jamming è un album live dei Deep Purple, pubblicato nel 1996 che testimonia una loro performance del 1974, durante il tour promozionale di Burn.

## Il Disco
Il concerto rappresenta la prima uscita ufficiale in territorio statunitense della nuova formazione (Mark III) con David Coverdale e Glenn Hughes.
L'album è stato registrato durante il California Jam Festival, il 6 aprile 1974.
Il festival fu organizzato dalla televisione americana ABC sul circuito automobilistico dell'Ontario Speedway (a pochi chilometri da San Francisco) ed erano presenti, oltre ai Deep Purple, anche i Black Sabbath, gli Eagles, gli Earth, Wind & Fire e gli Emerson, Lake & Palmer, che si esibiscono davanti a circa 400.000 persone.
Lo show rimane memorabile per la bravura dei membri dei Deep Purple e California Jamming può essere senz'altro paragonabile all'album Made in Japan, purtroppo viene pubblicato solo nel 1996 e la sua popolarità ne risente molto. Da ricordare le urla di Glenn Hughes durante il brano d'apertura Burn, la straziante esecuzione vocale di David Coverdale del brano Mistreated e la mastodontica Space Truckin' che viene eseguita in un crescendo di eccessi (soprattutto di Blackmore).
Il 19 marzo 2003 l'album è stato ripubblicato in Giappone in versione rimasterizzata e ampliata, con Lay Down, Stay Down come bonus track e col nuovo titolo: California Jam 1974.

## Versione home video
In origine la performance fu realizzata come film-concerto per il mercato home video nel 1981 in formato VHS dalla BBC Video, e ripubblicata in DVD il 24 gennaio 2006 dalla Eagle Rock Entertainment.
Tra le curiosità della versione video va sottolineato l'"incidente", che vede protagonista Ritchie Blackmore.
Nella parte finale del concerto, durante l'esecuzione di Space Truckin', il chitarrista prima sfascia il suo strumento contro una telecamera che lo sta riprendendo, quindi dà fuoco ad un amplificatore facendolo esplodere. 
La sua fu una reazione ad un conflitto scoppiato nel backstage tra lo stesso e gli organizzatori, colpevoli ai suoi occhi di voler troppo anticipare l'esibizione dei Deep Purple, non rispettando così gli accordi iniziali tra le parti.
Blackmore inoltre non desiderava che Emerson, Lake & Palmer risultassero gli headliner dell'evento, ruolo che invece avrebbe dovuto spettare ufficialmente al gruppo hard rock inglese, come testimoniato dal suo cachet superiore, rispetto a quelli degli altri artisti partecipanti all'evento.

## Tracce
1. Burn - 6:20 - (Blackmore-Lord-Paice-Coverdale )
2. Might just take your life - 4:39 - (Blackmore-Lord-Paice-Coverdale)
3. Lay Down, Stay Down - 4:45 - (Blackmore-Coverdale-Lord-Paice) (bonus track ediz. 2003)
4. Mistreated - 10:13 - (Blackmore-Coverdale)
5. Smoke on the water - 8:26 - (Blackmore-Gillan-Glover-Lord-Paice)
6. Lazy / You fool no one / The mule - 18:42 - (Blackmore-Gillan-Glover-Lord-Paice)
7. Space truckin - 25:13 - (Blackmore-Gillan-Glover-Lord-Paice)

## Formazione
- David Coverdale - voce
- Ritchie Blackmore - chitarra
- Glenn Hughes - basso, voce
- Jon Lord - organo Hammond, tastiere
- Ian Paice - batteria